# Carlo Zauli
 (octobre 2018).
Si vous disposez d'ouvrages ou d'articles de référence ou si vous connaissez des sites web de qualité traitant du thème abordé ici, merci de compléter l'article en donnant les références utiles à sa vérifiabilité et en les liant à la section « Notes et références ».
Carlo Zauli (Faenza, 19 août 1926 - Faenza, 14 janvier 2002) est un céramiste et sculpteur italien.

## Biographie
Carlo Zauli a acquis une renommée en tant que céramiste dans les années 50, lorsqu'il a réalisé une grande frise pour le palais de Bagdad. Il participe à plusieurs éditions du prix Faenza (qu'il remporte en 1953, 1958 et 1962), de la Triennale de Milan et de la Quadriennale de Rome, qui lui garantissent un succès commercial considérable, parfois considéré comme étouffant pour la recherche artistique et créative, mais de qualité remarquable.
Après sa mort, le musée Carlo Zauli a été inauguré dans sa ville natale et des expositions rétrospectives lui ont été consacrées au Musée international de la céramique de Faenza (2002), au Musée national d'art moderne de Tokyo (2008), à la fondation Bevilacqua La Masa de Venise (2014) et aux musées municipaux d'art antique de Bologne (2015).